# Phonomyia aristata
Phonomyia aristata là một loài ruồi trong họ Tachinidae.